# Ulysses (Kansas)
Ulysses é uma cidade localizada no estado americano de Kansas, no Condado de Grant.

## Demografia
Segundo o censo americano de 2000, a sua população era de 5960 habitantes.
Em 2006, foi estimada uma população de 5669, um decréscimo de 291 (-4.9%).

## Geografia
De acordo com o United States Census Bureau tem uma área de
7,6 km², dos quais 7,5 km² cobertos por terra e 0,1 km² cobertos por água.

## Localidades na vizinhança
O diagrama seguinte representa as localidades num raio de 44 km ao redor de Ulysses.